# Wilhelm Brandenberg
Wilhelm „Willi“ Ludger Brandenberg (* 22. Dezember 1889 in Essen; † 8. Januar 1975 in Krefeld) war ein deutscher Maler der Düsseldorfer Schule und der Neuen Sachlichkeit.

## Leben
Brandenberg, Sohn des Kohlenhändlers Wilhelm Georg Brandenberg (1866–1922), zog 1892 mit seiner Familie nach Krefeld, wo es der Vater zu einigem Vermögen brachte. 1906 ging er nach Düsseldorf. Nach vergeblichen Anläufen wurde er 1908 zum Studium an der Kunstakademie Düsseldorf zugelassen. Dort waren Willy Spatz, Adolf Münzer, Julius Paul Junghanns, Ludwig Keller und Adolf Maennchen seine Lehrer. Mit Junghanns unternahm er Studienreisen ins Ausland. 1913 wurde er Mitglied des Düsseldorfer Künstlervereins Malkasten. Während des Ersten Weltkriegs unterbrach er das Kunststudium und diente ab 1917 als Offizier in einem Husarenregiment. 1919 setzt er das Studium fort und wurde Meisterschüler bei Münzer. 1919 heiratete er. 1921 beendete er das Studium. Seine Frau starb bereits 1922, im gleichen Jahr auch sein Vater. In diesem Jahr zog er zurück nach Krefeld-Bockum, wo er bis 1945 den väterlichen „Wilhelmshof“ bewohnte, danach ein Haus auf einem benachbarten Grundstück. 1934 wurde er Lehrer an der Folkwang Meisterschule (Meisterschule des Deutschen Handwerks) in Essen. Diese Tätigkeit übte er bis 1944 aus. Am 16. November 1937 beantragte er die Aufnahme in die NSDAP und wurde rückwirkend zum 1. Mai desselben Jahres aufgenommen (Mitgliedsnummer 5.110.893). Kurz nach dem Kriegsende 1945 beschlagnahmte die britische Militärverwaltung Brandenbergs Wohnsitz, den „Wilhelmshof“, wobei rund Hundert seiner Gemälde verloren gingen. In der Nachkriegszeit wurde er Mitglied der Niederrheinischen Künstlergilde.
Brandenberg schuf einige Stillleben, wenige Porträts, vor allem Landschaften, darunter viele Industriebilder, Fluss- und Stadtansichten sowie prosaische Gartenszenen in einem von impressionistischen Maltechniken geprägten Stil der Neuen Sachlichkeit, dem er bis weit in die 1940er Jahre verpflichtet blieb. Mit diesen Gemälden war Brandenberg zwischen 1920 und 1973 auf vielen Ausstellungen vertreten, regelmäßig auf Ausstellungen des Künstlervereins Malkasten, ferner auf Großen Düsseldorfer Kunstausstellungen. Von 1939 bis 1944 beteiligte er sich an allen Großen Deutschen Kunstausstellung in München mit insgesamt 13 Ölgemälden, von denen u. a. 1938 der Nazi-Führer Otto Meißner „Am Sandberg“ und 1939 Hitler „Erster Frühlingstag“ erwarben. Zwei weitere Bilder gingen an militärische Führungsstäbe.
Posthum waren seine Werke auf Ausstellungen in den Jahren 1976 (Galerie Paffrath, Düsseldorf, sowie HP-Galerie, Velbert-Langenberg) und 2011 (Museumszentrum Burg Linn) zu sehen.